# Clifford Irving
Clifford Michael Irving (Nueva York, 5 de noviembre de 1930-Sarasota, 19 de diciembre de 2017) fue un escritor, investigador periodístico, novelista y biógrafo estadounidense. A pesar de que publicó más de 20 novelas, fue mayormente conocido por una autobiografía falsa que hizo del millonario Howard Hughes que iba a publicarse en 1972. Luego de que Hughes lo denunció y demandó a la editorial McGraw-Hill, Irving y sus colaboradores confesaron el engaño. Fue sentenciado a prisión por 2 años y medio, de los cuales solo estuvo 17 meses.
En 1981 Irving escribió The Hoax (El engaño), libro donde relata los hechos relacionados al desarrollo y venta de la autobigrafía falsa. El libro fue adaptado al cine bajo el mismo nombre y con Richard Gere como Clifford Irving.
Irving continuó escribiendo y publicando sus libros electrónicos por Kindle y Nook.

## Infancia e inicio como escritor
Creció en Nueva York; sus padres fueron Jay Irving y Dorothy, judíos. Después de graduarse en 1947 del High School of Music and Art de Manhattan, fue a la  Universidad Cornell, donde se graduó con honores en Lengua Inglesa.
Trabajando como júnior en The New York Times, escribió su primera novela, On a Darkling Plain (1956), publicada por Putnam.

## Matrimonio y familia
Su primera esposa fue Nina Wilcox, de quien se divorció en 1952.
Después conoció en Ibiza a la británica Claire Lyndon. Se casaron en 1958 y se mudaron a California. Ella murió un año después en un accidente automovilístico.
En 1962, después de recorrer el mundo y vivir en una casa flotante en Kashmir, Irving volvió a Ibiza con su tercera esposa Fay Brooke, una fotógrafa británica, y su hijo. Su relación terminó en divorcio.
En 1967 Irving se casó con la artista sueco-alemana Edith Sommer. Tuvieron dos hijos: John Edmond y Barnaby.
Después Irving se casó con la autora británica Maureen Earl. Desde 1984 hasta 1998 vivieron en San Miguel de Allende, Guadalajara, México.

## Obra escrita
Terminó su segunda novela The Losers (1958) mientras viajaba por Europa.
Su tercera novela The Valley (1960) es una saga mítica de vaqueros publicada por McGraw-Hill.
Después de volver a Ibiza, Irving se hizo amigo del pintor y falsificador húngaro Elmyr de Hory. El pintor le pidió a Irving que le escribiera una biografía que fue publicada como Fake! (1969). Irving y De Hory participaron en el documental Fraude (F for Fake, 1973), de Orson Welles.

## La autobiografía falsa de Howard Hughes
En 1958 el multimillonario Howard Hughes se aisló del mundo público.
En 1970 Irving conoció en Palma de Mallorca al escritor de libros infantiles Richard Suskind, quien sería su amigo por mucho tiempo después. Ellos tuvieron la idea de hacer la famosa "autobiografía" de Hughes. Irving y Suskind pensaron que como Hughes estaba completamente fuera de la vida pública, nunca se tomaría el tiempo de denuciar o iniciar alguna demanda por difamación. Suskind se ocupó de investigar en los archivos de periódicos. Irving comenzó a solicitar la ayuda de amigos escritores y artistas para que le ayudasen a crear falsas cartas manuscritas, imitando la letra de Hughes reproducida en un reportaje de la revista Newsweek.
Irving contactó con su editor, McGraw-Hill, y dijo que Hughes le escribía cartas diciendo que admiraba la biografía que Irving hizo de Elmyr de Hory y que además Hughes estaba interesado en que Irving le escribiera su autobiografía.
Los editores de McGraw-Hill invitaron a Irving a Nueva York, donde se acordó un contrato entre Hughes, Irving y la empresa. La firma de Hughes fue falsificada por Irving y sus amigos. McGraw-Hill pagó un adelanto de US$100 000 con US$400 000 para Hughes. Irving negoció para que la suma ascendiera a US$765 000.
McGraw-Hill hizo un cheque a nombre de "H. R. Hughes" que la esposa sueca del escritor depositó en una cuenta bancaria de Suiza bajo el nombre de Helga R. Hughes.

### El manuscrito
Irving y Suskind investigaron toda la información disponible acerca de Hughes. Para reforzar en el público la idea de que Hughes era un recluso excéntrico, Irving se refería a las supuestas entrevistas cómo si hubieran sido hechas en lugares remotos, incluso una en una pirámide mexicana en  Monte Albán cerca de Oaxaca.
Irving y Suskind tuvieron acceso a los voluminosos archivos de Time-Life. Ellos también estuvieron autorizados a ver un manuscrito de James Phelan, quien fue el escritor de las memorias de Noah Dietrich, el mánager de negocios de Hughes. El productor hollywoodense, Stanley Meyer, le mostró el manuscrito—Sin el consentimiento de Phelan—con la esperanza de que Irving lo pudiera reescribir en un formato más adecuado para publicar. Irving hizo una copia para propósitos personales.
A finales de 1971, Irving le entregó el manuscrito a McGraw-Hill. En él incluyó notas en una falsa letra manuscrita de Hughes que un forense declaró genuino. Los expertos en la vida de Hughes de Time-Life estaban completamente convencidos y McGraw-Hill anunció su intención de publicar el libro en marzo de 1972.

### La investigación
En relación con el libro planeado, los representantes de las compañías de Hughes expresaron dudas acerca de su autenticidad. Frank McCulloch, conocido por años como el último periodista en entrevistar a Hughes, recibió una llamada de alguien enojado diciendo ser Hughes, pero cuando McCulloch leyó el manuscrito de Irving estaba convencido de que era genuino.
McGraw-Hill y la revista Life, que había pagado para publicar extractos del libro, siguieron apoyando a Irving. La junta de expertos en manuscritos Osborn Associates declaró que los ejemplos de escritura eran auténticos. Irving tuvo que someterse a un detector de mentiras que indicó inconsistencias pero no que él estaba mintiendo.
El 7 de enero de 1972 Hughes arregló una conferencia telefónica con 7 periodistas y cuya parte final de la conversación fue televisada. Hughes declaraba que él nunca, en toda su vida, había visto ni hablado con Clifford Irving. Los periodistas en ese momento dijeron que la voz en el teléfono era probablemente falsa.
El abogado de Hughes, Chester Davis, entabló demanda en contra de McGraw-Hill, Life, Clifford Irving y Dell Publications. Autoridades suizas investigaron la cuenta bacaria de "Helga R. Hughes". La familia Irving ya había regresado a estas alturas a su casa de Ibiza. El banco suizo finalmente identificó a Edith Irving como responsable de los fondos y el fraude fue desvelado.

### Confesión y juicio
Los Irving confesaron el 28 de enero de 1972. Ellos y Suskind fueron acusados de "conspirar por fraude a través del uso de correos" y falta gravísima el 16 de junio. Irving pasó 17 meses en la cárcel, donde dejó de fumar y aprendió levantamiento de pesas. Voluntariamente devolvió el avance de US$ 765 000 a sus editores. Edith, alias "Helga", cumplió condenas en América y en Suiza.
En 1975 se editó en castellano: SEDMAY Ediciones, S.A, Madrid, ISBN 84-7380-037-0, (Editor: José Mayá). En la página de cortesía consta "Novela-ficción".